# Wolf (2021)
Wolf ist ein Filmdrama von Nathalie Biancheri, das im September 2021 beim Toronto International Film Festival seine Premiere feierte und am 3. Dezember 2021 in die US-Kinos kam. Die Geschichte spielt in einem Krankenhaus, in dem sich junge Menschen, die unter einer Identitätsstörung leiden, gemeinsam einer Therapie unterziehen.

## Handlung
Jacob glaubt, ein Wolf zu sein, der in einem menschlichen Körper gefangen sei. Sehr zum Leidwesen seiner Familie isst, schläft und lebt er auch wie ein Wolf.
Sie liefern ihn in eine Klinik ein, die Menschen wie ihn, die an einer Spezies-Identitätsstörung leiden, zu heilen versucht. Alle Mitpatienten glauben, dass sie ein Tier seien, das in einem menschlichen Körper gefangen ist. Die anderen Patienten sind Duck, Squirrel, Horse, Parrot, Spider und German Shepherd, und gemeinsam unterziehen sie sich der teils brutalen Therapie von Dr. Mann, genannt „The Zookeeper“. Doch während seine jugendlichen Altersgenossen immer mehr auf ihr tierisches Ich verzichten, entfernt er sich Jacob immer weiter davon, geheilt zu werden. Nur wenn er sich wie ein Wolf benehmen und heulen kann, fühlt er sich befreit. Auch Wildcat kommt in das Krankenhaus. Zwischen ihnen entwickelt sich schnell eine Freundschaft, und gemeinsam streifen sie nachts durch die Gänge.

## Produktion
Regie führte Nathalie Biancheri, die auch das Drehbuch schrieb. Es handelt sich nach Nocturnal um ihren zweiten Spielfilm als Regisseurin. Zuvor hatte sie als Dokumentarfilm-Researcherin für die BBC in London gearbeitet und selbst mehrere preisgekrönte Kurzfilme gedreht.

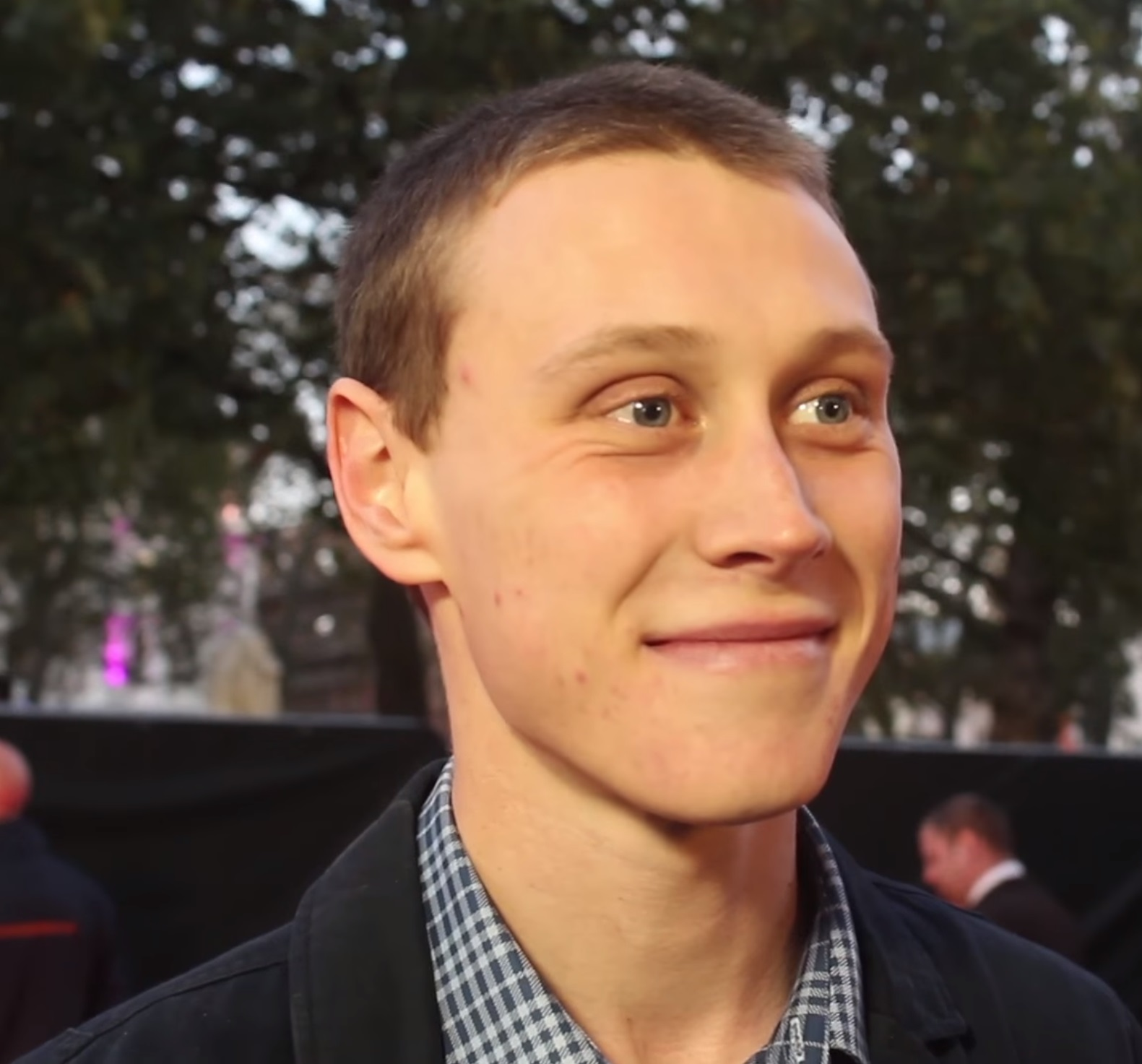
George MacKay spielt Jacob

Der Brite George MacKay spielt in der Hauptrolle Jacob, die französisch-US-amerikanische Schauspielerin Lily-Rose Depp übernahm die Rolle von Wildcat. In den Rollen der anderen „Patienten“ sind Senan Jennings als Duck, Darragh Shannon als Squirrel, Elsa Fionuir als Horse, Lola Petticrew als Parrot, Amy Macken als Spider und der Ire Fionn O’Shea als German Shepherd zu sehen. Paddy Considine spielt Dr. Mann, dessen „Therapie“ sie sich alle unterziehen.
Die deutsche Synchronisation entstand nach einem Dialogbuch und der Dialogregie von Benjamin Plath im Auftrag der A. R. Audio Resort Germany GmbH in Berlin.
Die Dreharbeiten wurden im August 2020 begonnen, fanden in Dublin statt und wurden Anfang September 2020 beendet. Als Kameramann fungierte wie bei Nocturnal Michal Dymek, als Filmeditor Andonis Trattos.
Die Filmmusik komponierte der Pole Stefan Wesołowski, der zuletzt mit Daniel Markowicz für dessen Film Bartkowiak zusammenarbeitete.
Im Oktober 2020 erwarb Focus Features die weltweiten Vertriebsrechte für den Film. Die Premiere erfolgte am 18. September 2021 beim Toronto International Film Festival bei den Special Presentations. Am 3. Dezember 2021 kam der Film in die US-Kinos. Ende Februar, Anfang März 2022 wurde er beim Internationalen Film Festival in Belgrad vorgestellt.

## Auszeichnungen
Irish Film and Television Awards 2022
- Nominierung für das Beste Szenenbild (Joe Fallover)[10]

Manchester Film Festival 2022
- Auszeichnung mit dem Preis der Jury für die Beste Regie (Nathalie Biancheri)

Sofia Film Festival 2022
- Nominierung im internationalen Wettbewerb[11]

Sofia Meetings Co-production Market 2018
- Auszeichnung als Bestes Filmprojekt mit dem Danny Lerner Grand Prix[12]